# ニューヨーク補習授業校
ニューヨーク補習授業校（ニューヨークほしゅうじゅぎょうこう　英:  Japanese Weekend School of New York ;JWSNY）はニューヨーク都市圏にある日本語補修校。ニューロシェル (ニューヨーク州)のニューロックシティに事務所がある。ニューヨーク日本人教育審議会(The Japanese Educational Institute of New York;JEI)が同校の運営管理をしており、そこの週末補習校2校のうち1校がニューヨーク補習授業校である。またJEIはニューヨーク地域で全日制の日本人学校も2校運営している。
2006年時点で、この補習授業校には日本国籍者と日系アメリカ人を含め約800人の生徒がウェストチェスター郡 (ニューヨーク州)とロングアイランドにいた。
授業場所には、フレッシュ・メドーズ (クイーンズ区)にあるルーファス・キング校(P.S.26Q) やポートチェスター (ニューヨーク)にあるポートチェスター中学校なども含まれる。

## 沿革
1962年、数人の日本人実業家が教師5人と共に週末補習校を「日本語教室」として開設し 、当初は生徒36名（初等部30名、中等部6名）だった。当初は日本クラブ会員の児童だけが通うことを認められたが、同校が非会員の児童も認めるようになったことで、入学者が劇的に増加した。
1975年、名称が「ニューヨーク補習授業校」になり、ニューヨーク州の教育局より学校法人として認可される。
1988年時点で、幼稚園から12年生（日本でいう高校3年生）までの生徒4000人以上が、13の場所で教育を受けていた。
2011年時点で、JEIの補習授業校には生徒4600人と教師216人が在籍しており、小学校9校と中学校3校で授業プログラムが組まれていた。

## 運営
1998年時点で、日本政府はニューヨーク補習校の授業用建物賃貸費やその他の出費など、合計で同校支出の約30％を負担している。現地の日本人コミュニティが同校を直接運営している。

## カリキュラムと指導
同校のカリキュラムの主な焦点は「国語」つまり日本語である。自然科学、数学、社会科学なども教えている。生徒達が母国に戻った際に、日本の教育課程に簡単に馴染むことを目標としている。
1988年時点で学生向けに200以上の授業がある。生徒達は日本語能力ではなく年齢に基づいて授業を割り振られるため、各授業で生徒達の語学力には差がある。1988年時点で、日本政府がニューヨーク市地域に居住する日本国籍の児童に教科書を無償提供している。

## 人数の推移
2011年時点で、補習授業校の生徒の約20%（幼い頃に渡米した人や米国生まれの人を含む）が最終的に米国の大学へと進学する。生徒総数の80％が高校の最終学年までに日本へと帰国する 。
1988年時点で、補習授業校生徒の親はアメリカ文化や英語を子供に学んで適応して欲しいと考える傾向が日本在住の典型的な親に比べて遥かに高く、同年のニューヨーク市地域で日本人学齢期の子供がいる親30%以上が補習校と地元の学校の組み合わせではなく、全日制のニューヨーク日本人学校を選んだ。1988年時点で、補習授業校の正規学生転校率は約25%であり、その学生の多くは会社員の子供で、親の雇用状況変化が原因で日本の学年度末までにニューヨーク市地域を離れなければならなくなる。
1988年時点で、この補習授業校は200人以上の教師を雇用していた。同年、日本政府は職員8人をニューヨーク補習授業校に割り当て、彼らの仕事は直接指導する現地教師を教育訓練することだった。1988年の正規教員離職率もまた25%だった。